# 에게달시

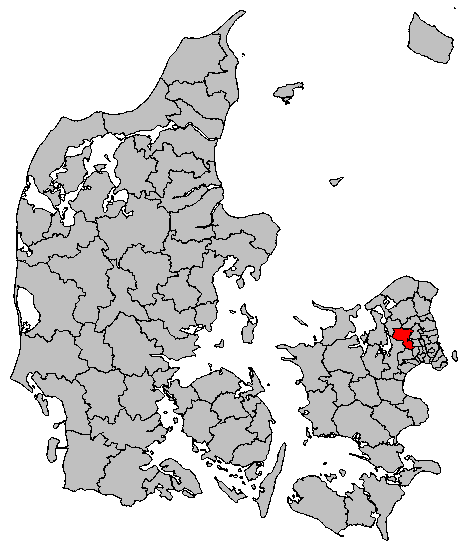
에게달시의 위치

에게달시(덴마크어: Egedal Kommune)는 덴마크 수도 지역에 위치한 지방 자치체로 행정 중심지는 스텐뢰세이며 면적은 125.79km2, 인구는 42,297명(2014년 4월 1일 기준)이다. 셸란섬 북부에 위치한다.